# Мечети Актобе
Практически все мечети Актобе (каз. Ақтөбе қаласының мешіттері) построены на пожертвования жителей города и средства местных предпринимателей. В период между 2005—2009 годами на строительство самой крупной мечети города Нур Гасыр было собрано 1 млрд 960 млн тенге, а на новое здание для Центральной мечети города было собрано 700 млн тенге.
Строительство самой старой мечети города было начато в 1901 году по инициативе татарских купцов и закончено в 1903 году, хотя вопрос о строительстве мечети был поднят ещё 1885 году. После установления советской власти, в 1921 году мечеть была закрыта, а имамы подверглись репрессиям. После этого мечеть в 1934 году была переделана сначала в типографию, затем в склад драмтеатра. В годы Великой Отечественной войны прилегающие здания мечети были разобраны на стройку заводов рентгеноаппаратуры и сельскохозяйственных машин. Сегодня на месте разрушенной мечети возведено новое задание Центральной мечети Актобе.
На сегодняшний день (2013) в городе насчитывается 12 мечетей. Почти все из них находятся в ведении Духовного управления мусульман Казахстана (ДУМК).
| Фото | Название                                                               | Адрес                             | Ф. И. О. руководителя                 | Владелец                |
| ---- | ---------------------------------------------------------------------- | --------------------------------- | ------------------------------------- | ----------------------- |
|      | Центральная мечеть города Актобе каз. Ақтөбе қаласының орталық мешіті  | ул. Ш. Берсиева, 22               | Кузенбаев, Нурлыбек Шакизадаулы       | ДУМК                    |
|      | Мечеть Нурдаулет каз. Нұрдәулет мешіті                                 | пр. Абилкайыр хана, 46            | Дариев, Алдияр Жанадилулы             | РО «Мечеть „Нурдаулет“» |
|      | Мечеть Нур Гасыр каз. Нұр Ғасыр мешіті                                 | пр. Абилкайыр хана, 92            | Оспан, Толеби Дадилулы (имам области) | ДУМК                    |
|      | Мечеть имени Досжан-хазрета каз. Досжан хазірет атындағы мешіт         | с. Каргалинское, ул. Северная, 2  | Азат Аймагамбетов                     | ДУМК                    |
|      | Мечеть «Бакытжан» каз. «Бақытжан» мешіті                               | с. Жанаконыс, ул. Советская, 14   | Демесинов, Бакытжан Жанбырбаев        | ДУМК                    |
|      | Мечеть села Ульке каз. Өлке ауылының мешіті                            | Благодарный с. о., аул Ульке      | —                                     | ДУМК                    |
|      | Мечеть «Фатиха» каз. «Фатиха» мешіті                                   | город Актобе, ул. Мунке-би, 160 А | Абиев, Акан Таймагамбетович           | РО «Мечеть „Фатиха“»    |
|      | Мечеть Нурлан Махабадулы каз. Нұрлан Махабадұлы мешіті                 | ул. Ш. Берсиева, 3                | Тебереков, Жасшан Ермекбаевич         | ДУМК                    |
|      | Мечеть «Ракым» каз. «Рақым» мешіті                                     | ул. Овражная, 14                  | Унайбаев, Аягоз Бозаевич              | ДУМК                    |
|      | Мечеть «Ас-Салам» села Акжар-1 каз. «Әс-Сәлам» Ақжар-1 ауылының мешіті | Каргалинский с. о., село Акжар-1  | Сулейманов, Нурдаулет Отарбайулы      | ДУМК                    |
|      | Мечеть поселка Кирпичный каз. Кирпичный ауылының мешіті                | пос. Кирпичный                    | строится                              | ДУМК                    |
|      | Мечеть села Курайли каз. Құрайлы ауылының мешіті                       | Курайлинский с. о., село Курайли  | строится                              | ДУМК                    |